# Ernst Gay
Ernst Gay (* 25. Mai 1927 in Bandtken, Kreis Marienwerder; † 5. September 2012) war Bürgermeister und Ortschronist der Kleinstadt Burg Stargard in der Mecklenburgischen Seenplatte.

## Leben und Werk
1927 in Bandtken in Westpreußen geboren, besuchte Ernst Gay hier von 1933 bis 1941 die Volksschule. In Marienwerder hatte er eine kurzzeitige Anstellung als Laufbursche. Im Landratsamt des Kreises Marienwerder lernte er von 1941 bis 1943 und arbeitete nach Abschluss drei Monate als Verwaltungsangestellter. Nach dem Einzug in die Wehrmacht 1944 kam er gegen Kriegsende 1945 in amerikanische Kriegsgefangenschaft. Kurz darauf erfolgte die Freilassung.
Er arbeitete vier Monate bei einem Bauern und drei Monate im Kohlebergbau. Im Sommer darauf, 1946, zog er zu seinen Großeltern nach Burg Stargard, wo er eine Anstellung in der Flachsröste bekam. 1947 war er als Sachbearbeiter und gleich danach als Abteilungsleiter angestellt. Fast fünfzehn Jahre später, in den Jahren 1961 bis 1964, qualifizierte er sich zum Industrie-Ökonom an der Fachschule der Industrieökonomie in Rodewisch, Vogtland. Nach seinem Studium arbeitete er in einem Betrieb als Planungsleiter.
Ein Jahr später wurde er dann Bürgermeister der Kleinstadt Burg Stargard. Hier wirkte er fast 19 Jahre lang, von 1965 bis 1984. Anschließend war er stellvertretender Bürgermeister der Stadt. Von 1984 bis 1990 war er beim Rat des Kreises Neubrandenburg als Büroleiter und stellvertretender Sekretär tätig.
Mit 63 ging Gay in Rente, widmete sich aber weiterhin der Ortschronik von Burg Stargard (1965–2005). 1995 zog er nach Stavenhagen.
1998 wurde er zum Ehrenbürger von Burg Stargard ernannt.
Zuletzt lebte Ernst Gay, an der Alzheimer-Krankheit erkrankt, in einer Seniorenresidenz.
Am 15. September 2012 wurde ihm auf dem Friedhof in Burg Stargard ein letztes Geleit gegeben.